# Chemical Physics
La Chemical Physics è una rivista scientifica peer-review di chimica fisica. La rivista è stata fondata nel 1973 e viene pubblicata da Elsevier su base mensile. Gli attuali editori sono Mischa Bonn, Tianquan Lian, e Yi Luo.

## Servizi d'indicizzazione e di abstract
La rivista viene riportata dalle seguenti basi di dati bibliografiche:
- CAS
- ERDA Abstracts
- INSPEC
- Current Contents
- Physikalische Berichte
- Physics Abstracts
- Nuclear Engineering Abstracts
- Scopus[4]

## Articoli più citati
Gli articoli più citati (30+ citazioni) pubblicati dopo il 2017, estratti da Scopus:
- (EN) Saeid Azizian; Setareh Eris; Lee D. Wilson, Re-evaluation of the century-old Langmuir isotherm for modeling adsorption phenomena in solution, in Chemical Physics, vol. 513, 2018,  pp. 99-104, DOI:10.1016/j.chemphys.2018.06.022.
- (EN) Dmitry V. Makhov; Christopher Symonds; Sebastian Fernandez-Alberti; Dmitrii V. Shalashilin, Ab initio quantum direct dynamics simulations of ultrafast photochemistry with Multiconfigurational Ehrenfest approach, in Chemical Physics, vol. 493, 2017,  pp. 200-218, DOI:10.1016/j.chemphys.2017.04.003.
- (EN) Dongming Jia; Jörn Manz; Beate Paulus; Vincent Pohl; Jean Christophe Tremblay; Yonggang Yang, Quantum control of electronic fluxes during adiabatic attosecond charge migration in degenerate superposition states of benzene, in Chemical Physics, vol. 482, 2017,  pp. 146-159, DOI:10.1016/j.chemphys.2016.09.021.